# Parachutiste (chanson)
Pour les articles homonymes, voir Parachutiste.
Parachutiste est une chanson écrite par Maxime Le Forestier en 1971. Elle figure sur son premier album studio, Mon frère, sorti en 1972.
Ce « pamphlet antimilitariste » provoqua de vives polémiques.
À sa sortie, la chanson est interdite d'antenne sur les radios.

## Contenu
En 1969, Maxime Le Forestier fait son service militaire dans les troupes aéroportées, au 13e Régiment de dragons parachutistes de Dieuze.
Mais son esprit indiscipliné et son caractère rebelle font qu'il est incapable de s'adapter à l'esprit de corps de son régiment.
Il en fait tant à rebours qu'il est d'abord interné à l'infirmerie, avant que le régiment se débarrasse de lui en l'envoyant achever son service dans un bureau à Paris.
Ce passage dans les troupes aéroportées lui inspirera la chanson antimilitariste Parachutiste.
La chanson commence par ces vers :

« Tu avais juste dix-huit ans

Quand on t'a mis un béret rouge,

Quand on t'a dit: "Rentre dedans

Tout ce qui bouge."

C'est pas exprès qu' t'étais fasciste,

Parachutiste. »

et se poursuit par, 

« C'est plus qu'un travail de nana

D' commander à ceux qui savent lire,

Surtout qu't'as appris avec moi

Ce que veut dire

Le mot "antimilitariste",

Parachutiste. »

## Interprétations
- Sa sœur Catherine Le Forestier l'interprète à l'époque de sa sortie, écouter en ligne.
- Joan Baez l'interprète en 1973, écouter en ligne.
- Juliette et François Morel dans la compilation La Maison bleue en 2011.

## Diffusion
Vendu à plus d’un million d’exemplaires, l’album sur lequel se trouve la chanson devient culte.

## Contexte
https://www.publicsenat.fr/emission/un-monde-un-regard/maxime-le-forestier-190629